# Jonas Rein
Jonas Rein, född 30 januari 1760 i Øksendal i nuvarande Sunndals kommun i Norge, död 21 november 1821 i Bergen, var en norsk präst, diktare och politiker. Diktarprästen Jonas Rein var en intressant litterär övergångsgestalt mellan rationalismen och romantiken. Han var också en av de mest uttalade självständighetsförespråkarna vid Riksforsamlingen i Eidsvoll 1814.

## Privatliv och skola
Jonas Rein föddes på kaplansgården Sandbrekken i Øksendal som son till kaplanen Ole Rein (1729–1792) och Margretha Hansdatter Ross. Øksendal utgjorde vid den tiden annexförsamling till Sunndalen. Modern avled två veckor efter nedkomsten. Rein växte upp i Jevnaker där fadern blev kyrkoherde 1763. Fadern undervisade själv sina barn och förde sin son till en examen artium vid Köpenhamns universitet 1777. Efter denna examen inledde Reis teologistudier, men engagerade sig betydligt mer i modern europeisk litteratur och filosofi. Han blev medlem i Det Norske Selskab och var vän med och beundrare av Johan Herman Wessel och Johan Vibe. Efter teologisk ämbetsexamen 1780 reste han hem till Norge och fram till 1787 livnärde han sig som huslärare i herrskapshus på Østlandet.
Rein gifte sig första gången 1791 i Eiker med Anna Cathrine Arbo (1756–1794), dotter till kyrkoherden Christian Arbo, och andra gången 1796 i Berg i Østfold med den blott 16-åriga Anna Friderica Bergersen (1779–1856).
Reins sista år var sorgefyllda. Welhaven berättar att Reins hänföll till "den mörkaste melankoli", han var ständigt sjuk och framstod ofta som bitter och människofientlig. Vid sin bortgång 1821 efterlämnade han hustrun och sex minderåriga döttrar.

## Akademisk och kyrklig karriär
År 1787 återvände Rein till studieorten Köpenhamn för att söka ämbete. Då han inte antogs i första omgången fylldes han av våldsam bitterhet mot de mäktiga byråkrater som avvisat honom. 1789 avlade han den nya stora filologiska ämbetsexamen. 1791 utnämndes han till kyrkoherde i Kautokeino i Finnmark fylke, men valde i stället det residerande kaplanskapet i Skjeberg i Østfold, till vilket han kallades 1792. För att främja sin karriär åkte han till Köpenhamn igen 1799 och året därpå blev han utnämnd till kyrkoherde i Eidanger och Brevik. Där verkade han till 1808 då han blev kyrkoherde i Nykirken i Bergen.

## Författargärning och litterära och filosofiska influenser
Jonas Rein ville gärna bli poet. Skådespelet Hagen og Axel, en tragedi i franskklassicistisk stil, var ett typiskt epigonarbete som trycktes i Köpenhamn 1786 men inte befanns värt att uppföras på scen. Under åren som följde publicerades Reins dikter i flera danska tidskrifter och 1802 utkom hans Samlede Digte i två band i Köpenhamn. Han var en smidig och säker diktare. Grundtonen i hans poesi är tragisk och melankolisk. Jens Zetlitz kallade honom för "den sanna sorgens oefterliknelige sångare". Reins främsta genre är elegin; dikterna Ved Johan Herman Wessels grav och En faders sang ved sin moderløse datters vugge är gripande än i dag. Det finns en stark klang av socialt uppror i några av Reins första verk. Inledningsvis sympatiserade han med Franska revolutionen, men skrämdes av terrorn som följde. Efterhand ger han uttryck för ett religiöst och moraliskt grundat frihetsideal på individualistisk bas.
Reins andliga bakgrund var 1700-talets rationalism och deism, men intellektuellt vaken och öppen som han var registrerade han de nya romantiska strömningarna inom tysk och dansk filosofi, teologi och poesi vid tiden runt 1800. Han mottog impulser från Kant, Steffens, Schleiermacher och Schiller. År 1799 inledde han sin livslånga vänskap med det litterära äkta paret Kamma och Knud Lyne Rahbek i Bakkehuset vid Köpenhamn. Dessa kan ha riktat Reins uppmärksamhet mot de två nya stora lyrikerna Schack von Staffeldt och Adam Oehlenschläger. År 1810 publicerade Rein sina Nyeste Digte i Köpenhamn. Några av texterna vittnar om ett andligt klimatskifte. Rein kastar förnuftet åt sidan till förmån för känslan och längtan, eftersom dessa kan öppna vägen till högre och innerligare kännedom om både naturen och gudomen.
Tillsammans med Christian Magnus Falsen och Herman Foss grundade Jonas Rein den patriotiska tidskriften Den norske Tilskuer i Bergen 1817 och han levererade en del bidrag till den.